# Берхман, Фёдор Фёдорович
Фёдор Фёдорович Берхман (Бергман) (1753—1806) — российский военный и государственный деятель; генерал-лейтенант, правитель Брацлавской губернии и наместничества.

## Биография
Происходил из лифляндских дворян, брат Петра Фёдоровича Берхмана. Родился 5 (16) марта 1753 года.
Получил образование в сухопутном кадетском корпусе, откуда в 1762 году был выпущен прапорщиком в лейб-гвардии Преображенский полк и, прослужив в нем двадцать лет, получил чин полковника с назначением командиром одного из пехотных полков, а в 1787 году был произведён в бригадиры.
Во время русско-турецкой войны он командовал тремя егерскими батальонами и тремя сотнями казаков кубанского корпуса. В начале августа 1788 года он был послан рассеять значительные скопления горцев на левом берегу р. Кубани и 12 августа он встретил более четырех тысяч абазинцев и натухайцев. После упорного многочасового боя, он обратил их в бегство. Предав огню 5 неприятельских деревень (около 3000 домов), Бергман возвратился обратно за Кубань. Награждённый за эту экспедицию орденом Св. Владимира 3-й степени, он в том же году был произведён в генерал-майоры (14.04.1789). В начале 1789 года, вследствие болезни генерала Талызина, Бергман командовал войсками кубанского корпуса.
В польской войне 1792 года он участвовал в сражениях: при Вишенполе, Любаре, Остроге и Дубне, а в следующем году обезоружил конфедератов в Могилеве и в Баре, за что 6 мая 1793 года был награждён орденом Св. Анны 1-й степени. В том же году он был назначен губернатором Брацлавской губернии, которой управлял четыре года, и за это время основал много народных училищ и богоугодных заведений и обратил усиленное внимание на правильное судопроизводство. Труды его были вознаграждены орденом Св. Владимира 2-й степени и 400 душами крестьян; 29 января 1797 года он был произведён в генерал-лейтенанты и назначен шефом одного из пехотных полков. В том же году он навлек на себя неудовольствие императора Павла I тем, что представил полкового квартирмейстера к перемещению во фронт, за что был 9 сентября отставлен от службы.
При Александре I за выслугу лет 26 ноября 1803 года был награждён орденом Св. Георгия 4-й степени.
Умер 27 июля (8 августа) 1806 года. Похоронен на Введенском кладбище; могила утрачена.
Его сын, Степан Фёдорович Берхман (1787—1839) — чиновник Экспедиции кремлёвского строения в Москве, впоследствии камергер; масон, член Московского общества сельского хозяйства.